# Brita Borg

Plakat mit Brita Borg und Flickery Flies in Ystad (1964)

Brita Kerstin Gunvor Borg (* 10. Juni 1926 in Stockholm; † 4. Mai 2010 in Borgholm) war eine schwedische Sängerin und Schauspielerin.

## Leben
Brita Borg wurde im Stockholmer Stadtteil Södermalm geboren. Im Alter von 17 Jahren gewann sie 1943 einen Gesangswettbewerb, den die Zeitschrift Vecko-Revyn organisiert hatte. Ihre Gesangskarriere begann kurz danach bei der Revuegesangsgruppe Vårat gäng. 1945 gründete sie gemeinsam mit dem Sänger Allan Johansson, den sie später auch heiratete, das Gesangsquartett Flickery Flies. 1947 begann ihre langjährige Zusammenarbeit mit dem schwedischen Varieté-Sänger, Musiker und Autor Povel Ramel. Sie trat in dessen Radiosendung Fyra kring en flygel auf. Von 1952 bis 1962 war sie mehrfach in Ramels Musikshow Knäppupp zu Gast.
Zu ihren bekanntesten Musiknummern in den Knäppupp-Revuen gehörten Fat Mammy Brown, in der sie mit schwarzgeschminktem Gesicht und ausgepolstertem Kostüm eine amerikanische Jazz- und Gospel-Sängerin darstellte, der Tango Banne mej aus dem Musical Funny Boy von Povel Ramel und Hasse Ekman, in dem sie die verführerische Zigeunerin Zamora verkörperte, und Ulliga krulliga gubbar, ein satirischer Song im Stil des Dixieland. Das schwedische Komiker-Duo und Autorenteam Hasse Alfredson und Tage Danielsson schrieb für Borg in der Folgezeit weitere Erfolgstitel für die Knäppupp-Revuen: Alla kan ju inte älska alla här i världen, Aldrig har jag sett en rak banana und Du är min tekopp. 1962 erreichte ihre Karriere einen Höhepunkt mit dem parodistischen Lied Die Borg.
Mit dem Lied Augustin, dem ursprünglich von Siw Malmkvist und Gunnar Wiklund gesungenen Siegertitel des Melodifestivalen, des schwedischen Vorentscheids zum Eurovision Song Contest, vertrat sie 1959 Schweden in Cannes beim Eurovision Song Contest und erreichte den 9. Platz. 1960 sang sie als Duett-Partnerin von Hasse Alfredson die Lieder Oj då kära nån und Märta Melin och Ture Tyrén. Gemeinsam mit dem legendären Sänger Evert Taube sang sie in zwei Aufnahmen, Invitation till Guatemala und Mary Strand, im Duett. 1961 wurde eine Langspielplatte veröffentlicht, auf der sie Århundradets melodier interpretierte, unter anderem Hässelbysteppen, Min soldat and Sjösala vals. Ab 1964 trat Borg gemeinsam mit dem Entertainer Hagge Geigert in Uddevalla und Göteborg auf, mit dem Entertainer Kar de Mumma trat sie in dessen Musikshows, den Kar de Mumma-revyn, im Folkteatern (Folkan) in Stockholm auf.
Borg sang hauptsächlich traditionelle Popsongs und Schlager, auch Coverversionen italienischer Originaltitel (La strada dell'amore, Ciao ciao Bambina). Ihr letzter Hit stammte aus der Feder von Stig Anderson, Björn Ulvaeus und Benny Andersson: Ljuva sextiotal, der 1969 über 20 Wochen in den schwedischen Svensktoppen war.
Ab Ende der 1960er Jahre trat Borg häufig am Riksteatern auf, unter anderem als Millionärswitwe Sally Adams in dem Musical Call Me Madam (1967) und als Kunstschützin Annie Oakley in dem Musical Annie Get Your Gun (1973). Ab den 1970er Jahren unternahm sie mit dem Ensemble des Riksteatern ausgedehnte Tourneen und war unter anderem in Chicago, Fiddler on the Roof, Die Dreigroschenoper und Feuerwerk (Oh mein Papa) zu sehen. 1983 übernahm sie gemeinsam mit Halvar Björk die weibliche Hauptrolle in dem auch für das Fernsehen aufgezeichneten Theaterstück Polskan och puckelryggen von Richard Hobert.
Borg war ab den 1940er Jahren auch in einigen wenigen schwedischen Kinoproduktionen und später in Fernsehfilmen zu sehen. Häufig hatte sie darin auch Gastauftritte als Sängerin.
Borg starb nach kurzer Krankheit in Borgholm.

## Filmografie (Auswahl)
- 1940: Swing it magistern
- 1942: Kvinnan tar befälet
- 1943: Kajan går till sjöss
- 1944: Släkten är bäst
- 1948: Lilla Märta kommer tillbaka (als Inga)
- 1983: Polskan och puckelryggen (als Elena Lubiewska)
- 1984: Julstrul med Staffan och Bengt (Fernsehserie)
- 1991: T. Sventon och fallet Isabella